# One Cold Winter's Night
One Cold Winter's Night is een live-album van Kamelot, uitgebracht in 2006. Het is het tweede live-album van de band, en is de registratie van een concert in Oslo (Noorwegen) in 2006.

## Nummers

### Cd 1
1. Intro: Un Assassinio Molto Silenzioso - 0:56
2. The Black Halo - 3:39
3. Soul Society - 4:35
4. The Edge of Paradise - 4:44
5. Center of the Universe - 6:02
6. Nights of Arabia - 6:26
7. Abandoned - 4:10
8. Forever - 7:55
9. Keyboard Solo - 1:45
10. The Haunting (Somewhere in Time) - 4:33
11. Moonlight - 5:10

### Cd 2
1. When the Lights Are Down - 4:29
2. Elizabeth (parts I, II & III) - 13:01
3. March of Mephisto - 5:06
4. Karma - 5:41
5. Drum Solo - 2:50
6. Farewell - 5:22
7. Outro - 4:10

## Bezetting
- Roy Khan - Zanger
- Thomas Youngblood - Gitarist
- Glenn Barry - Bassist
- Casey Grillo - Drummer
- Oliver Palotai - Toetsenist